# Kamienica Efrosa w Warszawie
Kamienica Natana Efrosa – kamienica wzniesiona przez Natana Efrosa, znajdująca się przy ul. Nowy Świat 7 w Warszawie.

## Historia
W 1770 roku na terenie posesji istniał drewniany dworek księcia Sułkowskiego. W 1784 roku należał on do Izabeli Lubomirskiej. W 1819 roku zanotowano tu już parterowy dworek murowany, należący do Tomasza Szengielewicza.
W latach 1878–1879 Natan Efros wzniósł na miejscu dworku dużą kamienicę według projektu Adama Oczkowskiego lub Aleksandra Woydego, ten ostatni był też kierownikiem budowy. Była to czteropiętrowa kamienica, bogato zdobiona w duchu manierystycznym. Od przełomu wieków do I wojny światowej dom należał do Anny Scheibler, a po wojnie – do hrabiego Konstantego Pusłowskiego.
W ostatnich dekadach XIX wieku istniał tu salon firmowy Fabryki Kafli, Pieców Berlińskich i Kominków Augusta Hänsla. Przed I wojną światową w kamienicy znajdowały się m.in.: sklep z wyrobami z bawełny Towarzystwa Akcyjnego „Zawiercie”, księgarnia wysyłkowa Ludwika Fiszera i salon damskich kapeluszy „Sylla”.
W czasie powstania warszawskiego kamienica została spalona, w 1946 roku została częściowo rozebrana. W 1947 roku dom został odbudowany jako kamienica 3-kondygnacyjna z fasadą, w której utrzymano centralny i boczne pseudoryzality, jednak pozbawiono ją balkonów, ozdobnego boniowania i dekoracji okien. Ocalało jedynie obramowanie portalu i centralnego okna pierwszego piętra. W związku z wyburzeniem domu przy Nowym Świecie 9 i otworzeniem wylotu ulicy Mysiej na Nowy Świat zaprojektowano, wcześniej nieistniejącą, boczną, północną pięcioosiową elewację kamienicy.
Obecnie na parterze budynku działa sklep firmowy Emporio Armani. Na I piętrze mieści się siedziba Związku Polskich Artystów Plastyków.